# PhpDocumentor
phpDocumentor ist ein Software-Dokumentationswerkzeug für PHP. Es steht als freie Software unter der GNU Lesser General Public License. Mit der Software können Entwicklerdokumentationen aus PHP-Quelltexten generiert werden. Für diesen Zweck gilt phpDocumentor als Standardlösung. Das Programm kann als eigenständige Software installiert werden und ist fester Bestandteil des PHP Extension and Application Repository (PEAR).

## Funktionen
Wie in anderen Software-Dokumentationswerkzeugen wird die Dokumentation durch spezielle Kommentare im Quelltext erfasst, zusätzlich wird die Struktur des Codes analysiert. Über Formatierungsanweisungen in den Kommentaren des Quelltextes können beispielsweise die Anzahl und der Typ von Parametern einer bestimmten Methode sowie deren Aufgabe und Rückgabewert dokumentiert werden. Die Kommentare basieren auf PHPDoc, einer Adaption von Javadoc, dem sogenannten PHPDoc Standard. phpDocumentor wurde in PHP geschrieben und erstellt Dokumentationen in einer Vielzahl von Formaten wie HTML, PDF, CHM oder DocBook. phpDocumentor kann sowohl auf der Kommandozeile wie auch über ein Web-GUI bedient werden. phpDocumentor kennt sämtliche syntaktischen Elemente von PHP, es unterstützt sowohl PHP4 wie PHP5. Voraussetzung für die Nutzung der Software ist die Installation von PHP 4.3 oder höher.
phpDocumentor unterstützt keine Spracheigenschaften von PHP, die mit PHP 5.3 eingeführt wurden (z. B. Namespaces). Es wird zurzeit nicht mehr aktiv weiterentwickelt (Stand November 2010).
Am 16. März 2012 erschien der Nachfolger phpDocumentor 2, welcher aus einem Zusammenschluss mit DocBlox entstand.

## Ähnliche Werkzeuge
- Javadoc
- Doxygen
- Natural Docs
- Sphinx